# Providence (Rhode Island)
Providence is de hoofdstad en grootste stad van Rhode Island, een staat van de Verenigde Staten. De stad heeft 179.883 inwoners (2019). Het is ook de op twee na grootste stad in New England (na Boston en Worcester).
De naam "Providence" maakte van mei 1790 tot november 2020 deel uit van de officiële naam van de staat: Rhode Island and the Providence Plantations. Na een wijziging in de staatsgrondwet werd de officiële naam van de staat op 30 november 2020 gewijzigd in State of Rhode Island.

## Geschiedenis
De kolonie werd in 1636 gesticht door Roger Williams, en was een van de oorspronkelijke dertien koloniën. Williams verkreeg het eigendom over het gebied door het van de Narragansett indianen te kopen. Hij noemde de vestiging "Providence", wat in het Nederlands "voorzienigheid" betekent. Hij wilde daarmee de Voorzienigheid Gods eren. Williams maakte Providence een uitwijkplaats voor vervolgde religieuze dissidenten, nadat hij zelf verbannen was door de puriteinen in Massachusetts.
Tijdens de Amerikaanse Revolutie waren de kolonisten in Providence solidair met het verzet tegen de Britse kroon, maar konden bezetting door Britse soldaten voorkomen.
Na de Onafhankelijkheidsverklaring richtte Providence zich voornamelijk op de textielproductie en andere industrieën.

## Demografie
Van de bevolking is 10,5 % ouder dan 65 jaar en bestaat voor 32,3 % uit eenpersoonshuishoudens. De werkloosheid bedraagt 5,4 % (cijfers volkstelling 2000).
Ongeveer 30 % van de bevolking van Providence bestaat uit hispanics en latino's, 14,5 % is van Afrikaanse oorsprong en 6 % van Aziatische oorsprong.
Het aantal inwoners steeg van 160.281 in 1990 naar 173.618 in 2000.

## Onderwijs
Brown University, een van de Amerikaanse Ivy League universiteiten, is gevestigd in Providence.

## Verkeer en vervoer
Providence ligt aan de Northeast Corridor van Amtrak, die de stad een snelle treinverbinding biedt met Boston (reistijd 40 minuten), New York (3 uur) en Washington D.C. (6:30 uur).
Providence ligt aan de Interstate 95, een autosnelweg die deel uitmaakt van het Interstate Highway System. Deze weg verbindt Providence met Boston en New York.
Theodore Francis Green State Airport (T.F Greene Airport) is de luchthaven van Providence. Deze luchthaven wordt ook veel gebruikt door passagiers uit Massachusetts, die ten zuiden van Boston wonen.
De stad ligt aan de rivier de Providence.

## Klimaat
In januari is de gemiddelde temperatuur -2,3 °C, in juli is dat 22,6 °C. Jaarlijks valt er gemiddeld 1156,5 mm neerslag (gegevens op basis van de meetperiode 1961-1990).

## Plaatsen in de nabije omgeving
De onderstaande figuur toont nabijgelegen plaatsen in een straal van 8 km rond Providence.

## Partnersteden
- Florence (Italië)

## Bekende inwoners van Providence

### Geboren
- George Hitchcock (1850-1913), kunstschilder
- Dodge MacKnight (1860-1950), kunstschilder
- Abby Aldrich Rockefeller (1874-1948), filantrope
- George M. Cohan (1878-1942), entertainer
- H.P. Lovecraft (1890-1937), schrijver
- George Macready (1899-1973), acteur
- Nelson Eddy (1901-1967), acteur en zanger
- Frankie Carle (1903-2001), pianist, bigband-leider en componist
- Ruth Hussey (1911-2005), actrice
- Grace Lee Boggs (1915-2015), politiek activiste en schrijfster
- Bobby Hackett (1915-1976), jazz-trompettist, -kornettist en -gitarist
- Bruce Sundlun (1920-2011), gouverneur van Rhode Island (1991-1955)
- Aaron Temkin Beck (1921-2021), psychiater, psychotherapeut en professor
- Nicholas Colasanto (1924-1985), acteur en regisseur
- John Garrahy (1930-2012), gouverneur van Rhode Island (1977-1985)
- Cormac McCarthy (1933-2023), schrijver
- Francesco (Frank) Caprio, (1936-2025), jurist en politicus
- Carol Sloane (1937-2023), jazzzangeres
- Stanley Fish (1938), literatuurwetenschapper en jurist
- Peter Gerety (1940), acteur
- Spalding Gray (1941-2004), acteur en schrijver
- Bill Conti (1942), filmcomponist
- Ron McLarty (1947), acteur en auteur
- David Olney (1948), singer-songwriter
- Jeffrey Osborne (1948), funk- en r&b-muzikant
- Marilyn Chambers (1952-2009), pornoactrice
- Lincoln Chafee (1953), gouverneur van Rhode Island (2011-2015) en senator
- Paul Di Filippo (1954), sciencefictionschrijver en recensent
- Scott Hamilton (1954), jazzsaxofonist
- Jane Rosenthal (1954), filmproducent
- Tom Donilon (1955), ambtenaar van de Democratische Partij
- Brian Helgeland (1961), scenarioschrijver
- Pat Toomey (1961), senator voor Pennsylvania
- Mark Kiely (1963), acteur
- Martha McSally (1966), senator voor Arizona
- Peter Boyer (1970), componist, dirigent en muziekdocent
- Matt Hyson (1970), worstelaar
- Jill Craybas (1974), tennisster
- Shanna Moakler (1975), model en actrice
- Josh Schwartz (1976), bedenker en hoofdregisseur
- Pauly D (1980), televisiepersoonlijkheid en professionele dj
- Zoë Chao (1985), actrice
- Damien Chazelle (1985), regisseur en scenarioschrijver
- Michael Parkhurst (1987), voetballer
- Marissa Castelli (1990), kunstschaatsster
- Jared Donaldson (1996), tennisspeler
- Robert Capron (1998), acteur

## Galerij

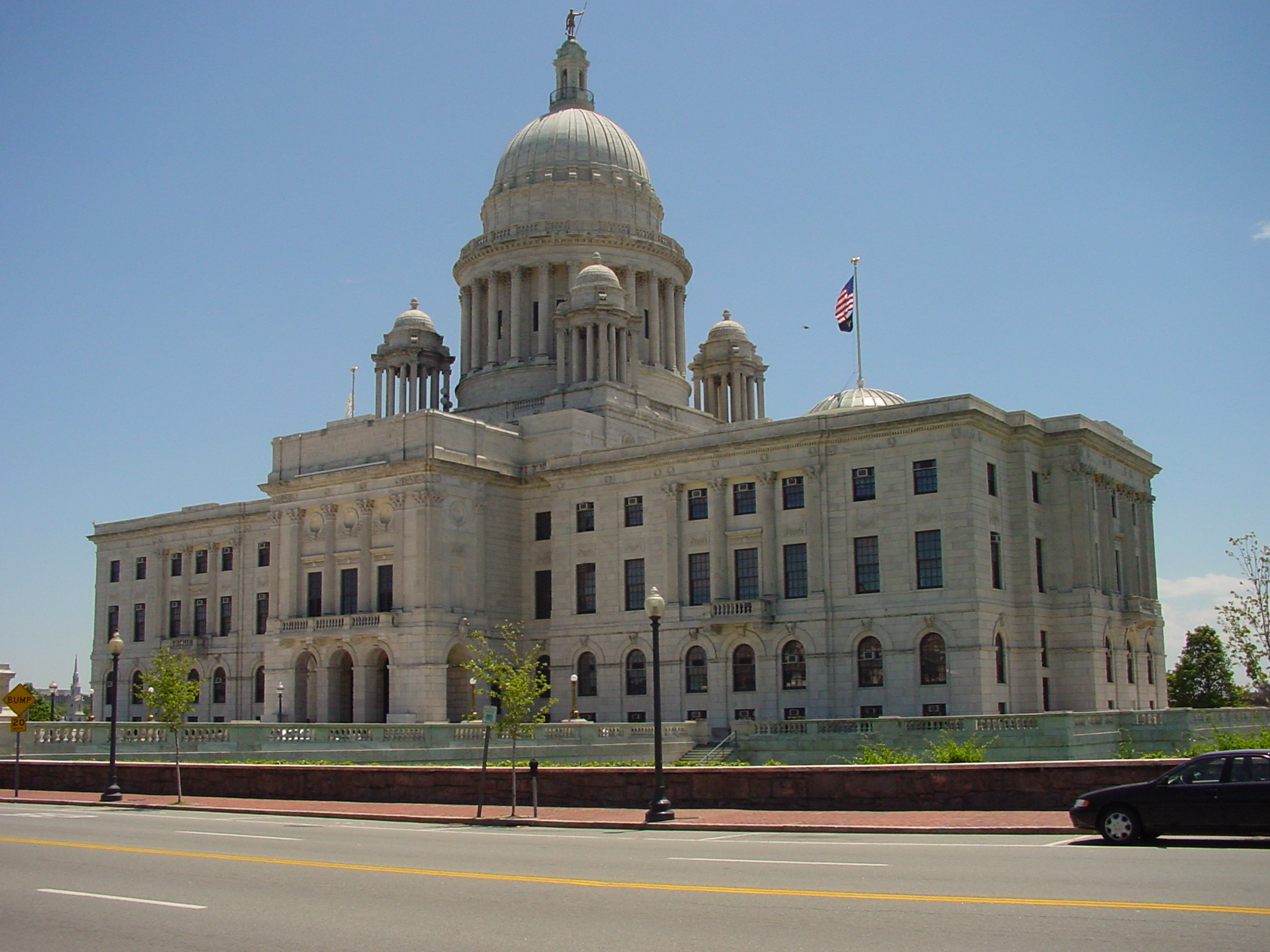
Rhode Island State House
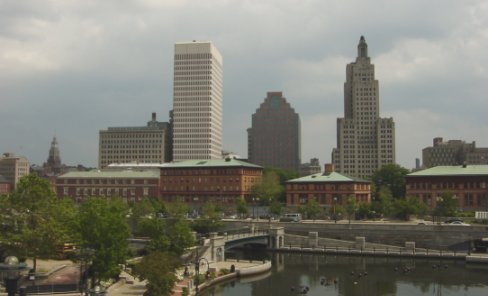
Skyline